# О’Коннор, Пэт (кинорежиссёр)
Пэт О’Коннор (ирл. Pat Ó Conchobhair, англ. Pat O'Connor; род. в 1943, Ардмор, Уотерфорд, Манстер, Ирландия) — ирландский кинорежиссёр. О’Коннор снял такие фильмы, как «Танцы во время Луназы» и «Сладкий ноябрь».

## Биография

### Молодые годы и работа на телевидении
Пэт О’Коннор родился в 1943 году в городе Ардмор графства Уотерфорд в семье из шести детей мелкого предпринимателя. В 17 лет Пэт бросил школу, и уехал в Англию, где в течение 18 месяцев жил случайными заработками в Лондоне. Через год он поступил в Калифорнийский университет в Лос-Анджелесе, окончив который, получил степень бакалавра. После этого он уехал в канадский Торонто и в 1969 году закончил своё образование в Университете Райерсона на факультете исследования кино и телевидения. Возвратившись в Ирландию, в 1970 году О’Коннор начал работать стажёром, а затем продюсером и режиссёром в госкомпании «Raidió Teilifís Éireann» в Дублине. В течение следующих восьми лет он создал более 45 телевизионных и документальных фильмов. В 1976 году он начал снимать драматические художественные фильмы для ирландского телевидения.

### Расцвет карьеры
В 1983 году за фильм «Роман в бальной комнате», экранизацию рассказа Уильяма Тревора, с Брендой Фрикер в главной роли, Пэт О’Коннор получил премию «British Academy Television Awards» в категории «лучший драматический телефильм», что выпустило его карьеру на международный уровень. В следующем году, за роль в его фильме «Дневник террориста», на этот раз по рассказу Бернарда Маклаверти, Хелен Миррен получила приз за лучшую женскую роль Каннского кинофестиваля.
Следующий фильм О’Коннора «Месяц в деревне» (1989) о травмах Первой мировой войны с Колином Фертом, Наташей Ричардсон и Кеннетом Брана получил приз за лучший фильм Брюссельского кинофестиваля. Предыдущие успехи дали О’Коннору возможность снимать в Голливуде, где он сделал фильмы «Звёзды и полосы» (1988) с Дэниелом Дэй-Льюис и Гарри Дином Стэнтоном, и «Январский человек» (1989) с Кевином Клайном, Харви Кейтелем и Сьюзан Сарандон, однако эти ленты не увенчались успехом. О’Коннор вернулся в Ирландию, где снял ещё одну экранизацию рассказа Тревора — «Превратности судьбы» (1990), ставший лучшим фильмом на Барселонском кинофестивале.
Следующая лента «Круг друзей» (1995), рассказывающая о любви в Ирландии 1950-х годов с Крисом О’Доннеллом и Минни Драйвер стал самым кассовым независимым фильмом в США в год своего выпуска, собрав почти 24 миллиона долларов. Кинокритик Роджер Эберт признался, что этот фильм является «настоящим сокровищем», дружеской и пронзительной историей любви, пылающей умом и чувствами. В 1997 году О’Коннор выпустил фильм «Выдуманная жизнь Эбботов», драму о подростковой романтике в американской провинции 1950-х годов с Хоакином Фениксом и Лив Тайлер в главных ролях. Эберт отметил, что этот фильм «кажется медленным и почти угрюмым, а режиссёр, Пэт О’Коннор, не показал ни одного момента веселой любви человеческой природы, ожививших его „Круг друзей“». Следующий фильм «Танцы во время Луназы» по пьесе Брайена Фрила с Мерил Стрип в главной роли был признан одним из лучших фильмов 1998 года по версии Национального совета кинокритиков.

### Новое тысячелетие
В 2001 году О’Коннор сделал ремейк фильма 1968 года — «Сладкий ноябрь» с Киану Ривзом и Шарлиз Терон. В 2012 году, после десятилетнего перерыва, Пэт О’Коннор выпустил фильм «Рядовой Писфул» — о Первой мировой войне по одноимённому роману Майкла Морпурго.

## Личная жизнь
В 1990 году Пэт О’Коннор женился на Мэри Элизабет Мастрантонио. У них двое детей: Джек (р. 1993) и Деклан (р. 1996).

## Фильмография
| Год  | Фильм                    | Оригинальное название   |
| ---- | ------------------------ | ----------------------- |
| 1982 | Роман в бальной комнате  | The Ballroom of Romance |
| 1984 | Дневник террориста       | Cal                     |
| 1987 | Месяц в деревне          | A Month in the Country  |
| 1988 | Звёзды и полосы          | Stars and Bars          |
| 1989 | Январский человек        | The January Man         |
| 1990 | Превратности судьбы      | Fools of Fortune        |
| 1995 | Круг друзей              | Circle of Friends       |
| 1997 | Выдуманная жизнь Эбботов | Inventing the Abbotts   |
| 1998 | Танцы во время Луназы    | Dancing at Lughnasa     |
| 2001 | Сладкий ноябрь           | Sweet November          |
| 2012 | Рядовой Писфул           | Private Peaceful        |